# Університет Нансі

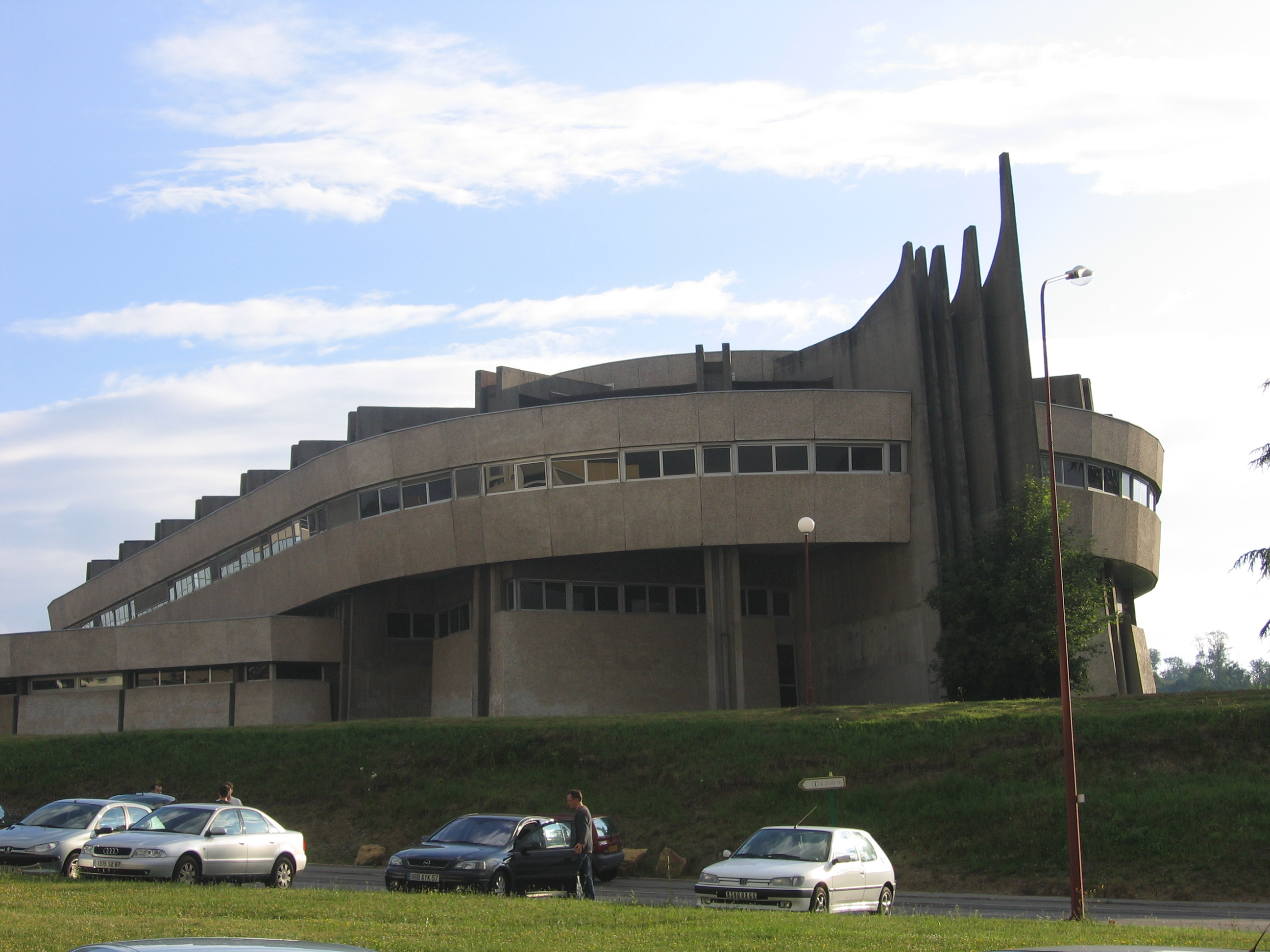
Університет Анрі Пуанкаре Нансі I

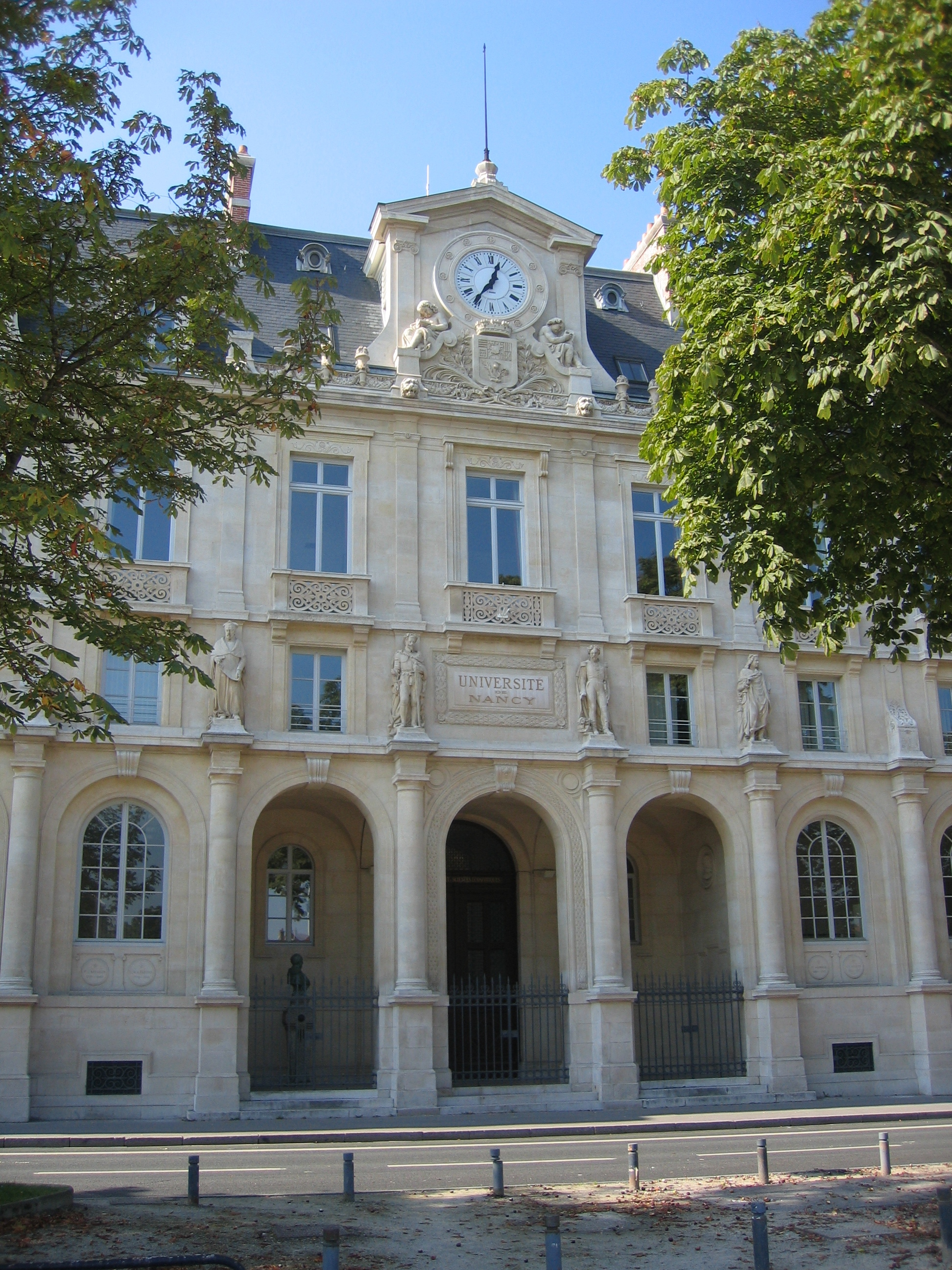
Університет Нансі II

Університе́т Нансі́ (фр. Nancy-Université) — центр досліджень і співпраці між університетами Нансі. Включає Університет Анрі Пуанкаре (Нансі I), Університет Нансі II і Національний політехнічний інститут Лотарингії. Разом з Університетом Меца утворює Європейський університетський центр Лотарингії. Всього навчається 50 000 студентів. Університет Нансі був заснований у 1572 році в сусідньому місті Пон-а-Муссон Карлом III, герцогом Лотарингії, і Карлом, кардиналом Лотарингії, і переведений до Нансі в 1768 році. Він був закритий революціонерами в 1793 році, і знову відкритий у 1864 році.

## Відомі випускники
- Луї Каміль Маяр (1878—1936), хімік
- Ів Жерар (1932), музикознавець
- Сеголен Руаяль (1953), політик
- Флоранс Нібар-Девуар (1968), член ради повірених фонду Вікімедіа.
- Штернфельд, Арі Абрамович (1905—1980), вчений, один з піонерів космонавтики.

## Особливості
- В університеті представлено більше 400 навчальних курсів, що охоплюють практично всі області знань: науку, техніку, медицину, інженерію, право, економіку та управління.
- До складу університету входять 69 акредитованих лабораторій.
- Університет пропонує музеї, опери, балети, фестивалі, концертні зали для своїх студентів.